# Mandaue
Mandaue – miasto w Filipinach w regionie Środkowe Visayas, w prowincji Cebu, na wschodnim wybrzeżu wyspy Cebu, nad Cieśniną Cebu. Należy do obszaru metropolitalnego Metro Cebu. W 2010 roku liczyło 331 320 mieszkańców.
Miasto leży na średniej wysokości 16 m n.p.m. Jest połączone dwoma mostami z pobliską wyspą Mactan. Jest ważny ośrodkiem przemysłowym. Najważniejszą gałęzią jest produkcja mebli. Występuje tu także przemysł spożywczy (przetwórstwo ryb i produkcja napojów). Jest centrum finansowym i handlowym. Położenie w samym sercu obszaru Metro Cebu wpływa na dynamiczny rozwój miasta. Odsetek przyrostu ludności jest tu najwyższy spośród wszystkich miast aglomeracji – od 1970 roku liczba mieszkańców potroiła się.
Mandaue zostało założone 7 kwietnia 1521 roku przez członków ekspedycji Magellana. Nazwa pochodzi od zatoczki Mandawe lub od porastającej ten teren rośliny mantawi. Zatoczka ta ze względu na bardzo dogodne warunki (wyspa Mactan stanowi dla niej naturalny falochron) stała się szybko ważnym portem, który zyskał miano „raju dla kupców”. W 1571 roku hiszpański konkwistador Miguel López de Legazpi wybudował tu stocznię z kompleksem suchych doków.
W 1600 roku założyli tu swoją misję Jezuici, którzy wybudowali kościół pod wezwaniem św. Józefa, jednak raport z 1789 roku opisuje tę świątynię jako zniszczoną i niezdatną do użytku. Obecny kościół św. Józefa powstał na miejscu starego w XIX wieku. Ważnym ośrodkiem kultu religijnego jest sanktuarium w parafii Matki Bożej Fatimskiej.
Oficjalne prawa miejskie zostały nadane 21 czerwca 1969 roku, zaś w 1991 roku Mandaue uzyskało status „miasta wysoko zurbanizowanego”.